# Андерс, Роб
Ро́берт Д. «Роб» А́ндерс (англ. Robert J. Anders, р. 1 апреля 1972 в Виннипеге) — канадский политик. Член Консервативной партии Канады, с 1997 по 2015 представлявший избирательный округ Запад Калгари.

## Молодость
Андерс окончил Калгарийский университет со степенью бакалавра искусств по политологии. До своего избрания он в 1994 работал профессиональным составителем вопросов в Республиканской партии США во время сенатской кампании Джима Инхофа в Оклахоме. Тогда в Си-Эн-Эн его назвали «иностранным политическим диверсантом». До 1997 он также работал директором организации Canadians Against Forced Unionism, связанной с Национальным гражданским объединением.

## Парламентарий
Андерс впервые был избран депутатом Реформистской партии от Запада Калгари в возрасте 25 лет. Кресло осталось свободным после того, как прежний депутат от этого избирательного округа Стивен Харпер неожиданно ушёл в отставку в 1996. Несмотря на свою относительную молодость, Андерс уже был опытным политическим организатором и смог победить в желанном для многих реформистов и одном из самых безопасных для них избирательных округов Канады.
В 2002 Андерс поддержал кандидатуру Стивена Харпера на выборах главы Канадского союза, обеспечив значительную финансовую помощь благодаря банковскому обслуживанию по телефону.
В настоящее время Андерс является председателем Постоянного комитета Палаты общин по делам ветеранов. Он был членом Реформистской партии (1997—2000) и Канадского союза (2000—2003), критиком официальной оппозиции по вопросам национальной обороны и сопредседателем Постоянного объединённого комитета по исследованию регламента.
Премьер-министр Стивен Харпер отметил помощь Андерса так: «Роб — настоящий реформатор и настоящий консерватор. Он был мне верным помощником, и я благодарен ему за проделанную работу».

### Разногласия
Андерс был единственным парламентарием, проголосовавшим против предоставления Нельсону Манделе почётного гражданства Канады в 2001, поэтому закон не был принят единогласно. Он объяснял свои действия тем, что Мандела был коммунистом и террористом, что вызвало много критических отзывов. В результате на последних двух выборах в своём избирательном округе Андерс становился мишенью в основном безуспешных кампаний «Голосуй против Роба Андерса», но его процент полученных голосов постепенно возрастал от выборов к выборам: с 51,79 % в 1997 до 58,7 % в 2006. Число проголосовавших за него в 2004 упало на 2000 чел. по сравнению с результатами 2000 года, но вновь выросло до максимума в 2006. Явка избирателей в его избирательном округе была самой высокой в Альберте и составила 69,9 %. В 2008 доля Андерса немного сократилась до 57,4 % голосов.
Андерс был последовательным критиком степени соблюдения прав человека в Китайской Народной Республике. Он называл КНР «крупнейшим в мире нарушителем прав человека» и сравнивал пекинские Олимпийские игры 2008 с берлинскими Олимпийскими играми 1936. Он утверждал, что «Китай — плохой выбор для проведения игр». Андерс подчёркивает, что верующие фалуньгун не могут участвовать в Олимпийских играх и это похоже на запрет Адольфа Гитлера на участие евреев в берлинских Олимпийских играх 1936. Андерс считал, что ни один канадских политик не должен присутствовать на играх и ни один канадский спортсмен не должен становиться «инструментом пропаганды». Его комментарии были отрицательно восприняты местной Китайской деловой ассоциацией и его калгарийским коллегой-тори депутатом Дипаком Обхраи, который поспешил заявить, что Андерс «выступал в качестве частного лица и его комментарии не отражают политику правительства».
В 2010 на плакате в поддержку канадских войск Андерс написал: «Если сомневаешься, спускай курок».
Решение Андерса сотрудничать с новой альбертской партией Союз Уайлдроуз вызвало споры, так как партия Союз Уайлдроуз надеется победить правящую Прогрессивно-консервативную партию Альберты. Альбертский министр энергетики Рон Липерт обвинил Андерса в проведении кампании против него.
В феврале 2010 девятнадцать членов ассоциации избирательного округа Андерса Запад Калгари совместно ушли в отставку, ссылаясь на конфликтную ситуацию, создаваемую Консервативной партией. Совет из 32 членов на грядущем ежегодном общем собрании планировал выяснить у членов Консервативной партии, собираются ли они проводить конкурс на выдвижение кандидата. В дело вмешался национальный совет партии, заявив, что их кандидатом на следующие федеральные выборы уже утверждён Андерс, и пригрозив взять руководство общим собранием ассоциации избирательного округа в свои руки. Вследствие массовой отставки за один год общее число покинувших совет членов составило двадцать четыре человека.

### Текущая деятельность
В 2003 он проголосовал за предложение Квебекского блока о признании квебекцев народом и существовании у них права на отказ от участия в любой федеральной программе. Примечательно, что он был единственным из-за пределов Квебека, проголосовавшим за это предложение.

## Участие в общественной деятельности
В свободное время Андерс участвует в деятельности различных правых организаций. Это, в частности, лоббистские группы и исследовательские центры Семья в центре внимания, Канадское объединение семейной работы. Он также несколько раз выступал против политики Правительства Китая в отношении Тибета и Фалуньгуна.